# Мажары
Мажары (укр. Мажари) — село,
Шевченковский сельский совет,
Синельниковский район,
Днепропетровская область,
Украина.
Код КОАТУУ — 1224888507. Население по переписи 2001 года составляло 34 человека.

## Географическое положение
Село Мажары находится между реками Нижняя Терса и Средняя Терса (3-4 км).
На расстоянии в 2 км расположены сёла Владимировское и Троицкое.